# Caladium humboldtii
Caladium humboldtii là một loài thực vật có hoa trong họ Ráy (Araceae). Loài này được (Raf.) Schott mô tả khoa học đầu tiên năm 1854.

## Hình ảnh

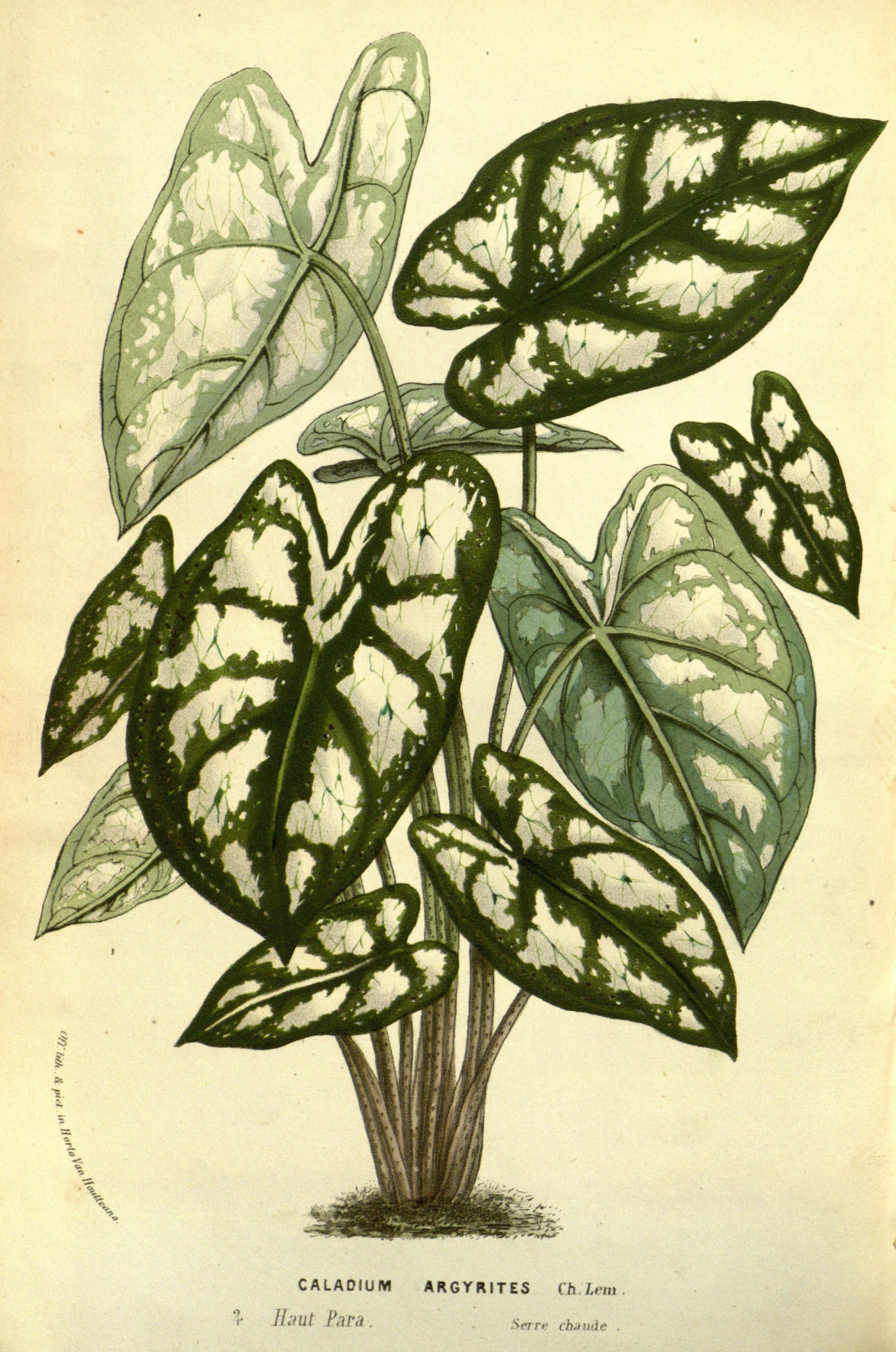